# Kevin Rudolf
Kevin Rudolf (født d. 17. februar 1983) er en amerikansk sanger/sangskriver og recordproducer. Rudolfs debutsingle: "Let It Rock" featuring rapperen Lil' Wayne fik tildelt titlen Certified Triple Platinum af RIAA (Recording Industry Association of America) den 5. maj 2009. Sangen opnåede en 5. plads på Billboard Hot 100, 5. plads på UK Singles Chart, 3. plads på Australian Singles Chart og en 2. plads på Canadian Hot 100.. Hans anden single "Welcome to the World" har opnået en 60. plads på Billboard Hot 100. 
Rudolf har optrådte ved The Jimmy Kimmel Show, Dancing With The Stars, Miss USA 2009, 2009 NBA All-Star Game og optrådt live i Darryl's House. I 2009, offentliggjorde Rudolf sin første USA-tour, "Let It Rock Tour".

## Biografi

### Opvækst
Rudolf voksede op i New York City sammen med sin enlige mor, som introducerede Rudolf til musik i en tidlig alder. Han begyndte at lære at spille guitar som 11-årig.

### Produktionskarriere
Rudolf har arbejdet sammen med mange forskellige artister som enten producer, sangskriver eller guitarist. Rudolf har arbejdet sammen med Nelly Furtado, Timbaland, Black Eyed Peas, Lil' Kim, LL Cool J, Justin Timberlake, Kevin Lyttle, Kanye West, Britney Spears, David Banner, T.I., Flo Rida, The Neptunes, Rick Ross, Lil' Wayne og Ludacris. Han har også samarbejdet med Nas på street singlen "NYC".
Rudolf producerede, med-skrev og medvirkede på Lil' Waynes tredje single fra hans album Rebirth, "In Your Face" .

### Musikalsk arbejde
In the City blev udgivet den 24. november 2008, og inkluderer sangen "Let It Rock", hvor Lil' Wayne også medvirker. Rudolfs "Let It Rock" blev brugt som temasang for WWE (World Wrestling Entertainment) 2009 Royal Rumble. "Let It Rock" opnåede en 5. plads på Billboard US Hot 100 chart, nr. 5 på UK Singles Chart, nr. 3. på Australian ARIA Chart og nr. 2 på Canadian Hot 100. "Welcome to the World" er Rudolfs anden single, hvilket opnåede en 69. pldas på US Billboard Hot 100 og en 63. plads på Canadian Hot 100.[5] Hans debutalbum, In the City, blev udgivet den 24. november 2008, og opnåede en 94. plads på Billboard 200, en 74. plads på Canadian Albums Chart. Hans single "Let It Rock" blev brugt til 2009 NBA All-Star Game. Hans anden single "Welcome to the World" blev brugt til halvlegen til March Madness finalekamp. 

## Diskografi

### Studioalbum
| År                                                                    | Album detaljer                                                          | Plads (indtil videre) | Plads (indtil videre)  | Plads (indtil videre) | Plads (indtil videre) | Plads (indtil videre) | Plads (indtil videre) |
| År                                                                    | Album detaljer                                                          | Billboard 200         | Canadian Albums Charts | ARIA Charts           | UK Albums Chart       | Media Control Charts  | RIANZ                 |
| --------------------------------------------------------------------- | ----------------------------------------------------------------------- | --------------------- | ---------------------- | --------------------- | --------------------- | --------------------- | --------------------- |
| 2008                                                                  | In the City - Udgivet: 24. november, 2008 - Label: Cash Money/Universal | 94                    | 74                     | —                     | —                     | —                     | —                     |
| "—" indikerer at singlen enten floppede eller ikke er kommet ud endnu |                                                                         |                       |                        |                       |                       |                       |                       |

### Singles
| 2008                                                                  | "Let It Rock" (sammen med Lil' Wayne)            | 5  | 6  | 15 | 2  | 3  | 5   | 4  | 10 | In the City |
| 2009                                                                  | "Welcome to the World" (sammen med Rick Ross)[A] | 58 | 34 | —  | 59 | 42 | 178 | 35 | —  | In the City |
| "—" indikerer at singlen enten floppede eller ikke er kommet ud endnu |                                                  |    |    |    |    |    |     |    |    |             |

### Gæstesingler
| 2009                                                                  | "Shooting Star" | David Rush (ft. LMFAO, Pitbull) | — | 77 | — | — | — | — | — | digital single |
| "—" indikerer at singlen enten floppede eller ikke er kommet ud endnu |                 |                                 |   |    |   |   |   |   |   |                |

### Certifikationer
| Single                        | Titel                   |
| ----------------------------- | ----------------------- |
| "Let It Rock" (ft. Lil Wayne) | - US: 3× Multi-Platinum |

Noter
- A^ Nuværense single.

### Musikvideoer
| År   | Titel                           | Instruktør              |
| ---- | ------------------------------- | ----------------------- |
| 2008 | "Let It Rock" (feat. Lil Wayne) | Justin Francis          |
| 2009 | "Welcome to the World"          | Jeff Panzer/Bill Yukich |

## Eksterne links
- Officielle Side
- Kevin Rudolf på MySpace
- Kevin Rudolf's Virtual Wasteland Arkiveret 7. december 2008 hos  Wayback Machine